# Negromantis lutescens
Negromantis lutescens är en bönsyrseart som beskrevs av Sjöstedt 1900. Negromantis lutescens ingår i släktet Negromantis och familjen Iridopterygidae. Inga underarter finns listade i Catalogue of Life.